# 充虞
充虞，戰國時人，生卒年不詳，孟子弟子。常隨孟子左右，與孟子關係親近。

## 生平
孟子母喪後，請充虞督理工匠進行葬禮的工程。充虞之後問孟子，棺木是不是做得太漂亮了。孟子回答，既然符合禮制又足夠有錢，當然可以跟古人一樣使用較厚的棺槨。
孟子離開齊國後，充虞在路上問孟子為什麼有不開心的臉色，並以孔子所言「不怨天，不尤人」安慰孟子。孟子回答，五百年就應當出現王者與輔佐的聖賢，但自從周朝開國以來已經七百年了。大概是上天不願意平治天下吧，不然的話，捨我其誰呢？
《孟子外書》記載，孟子母喪，充虞為其辦理棺木之事，與《孟子》書中記述一致。

## 稱號
- 北宋政和五年（1115年）：昌樂伯
- 明朝萬曆三十九年（1611年）：先儒充氏